# Château du Bois-Bide
Le château du Bois-Bide est situé sur la commune de Pocé-les-Bois, dans le département d'Ille-et-Vilaine, près de Vitré et à 42 kilomètres de Rennes. Il date de la fin du XIXe siècle et du début du XXe siècle mais remplace un manoir du XVIIe siècle dont subsiste un colombier à l'entrée de la cour. Le château est inscrit au titre des monuments historiques depuis 2007.

## Histoire

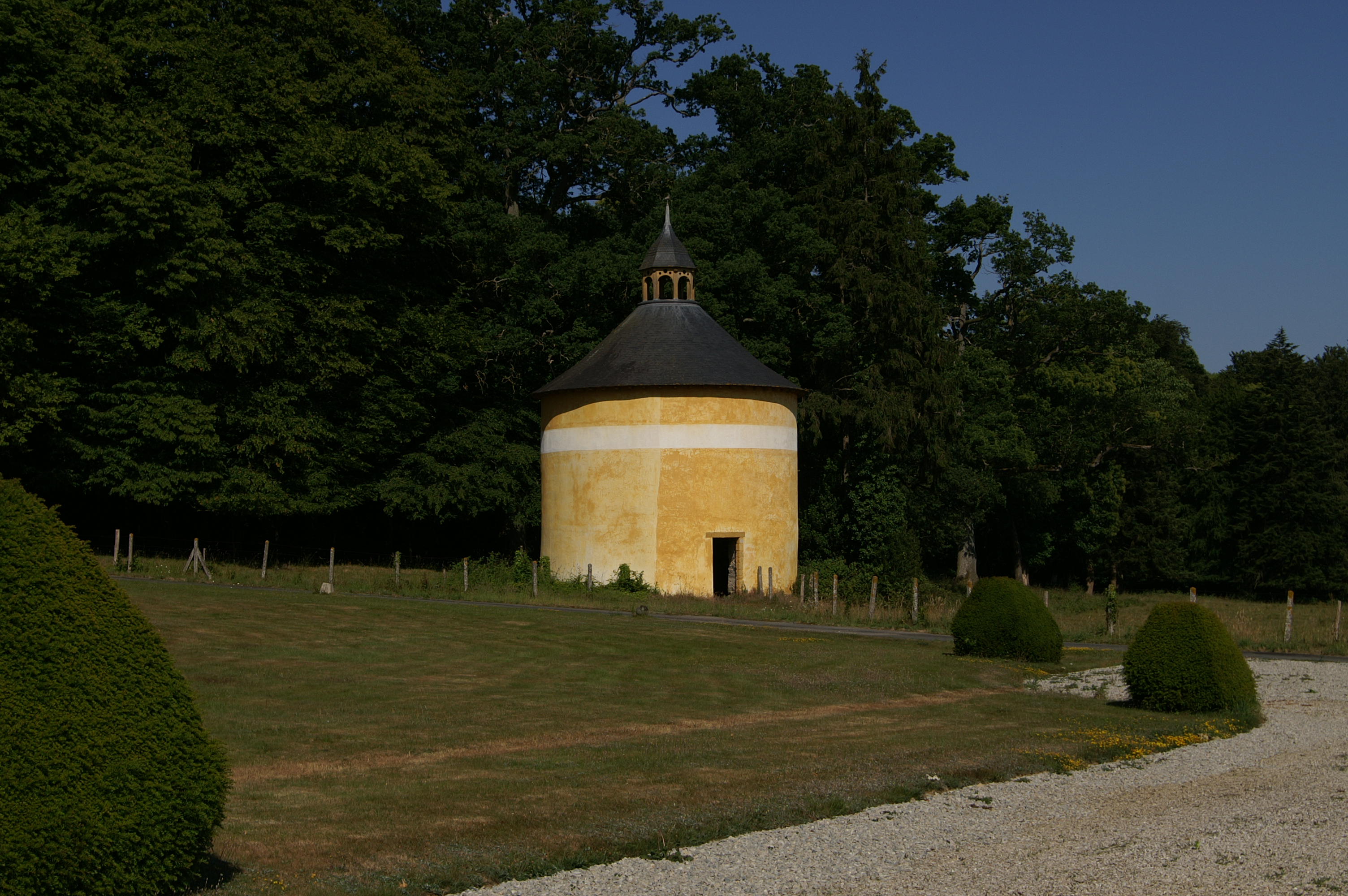
Le colombier du XVII.

### XVIIe–XVIIIesiècle
Le premier document mentionnant l'existence du Bois-Bide date de 1606 : c'est alors une métairie noble, qui appartient au marquis d’Espinay en Champeaux. Par la suite, la métairie est détruite et les lieux sont rachetés par des commerçants fortunés de Vitré, les sieurs de la Pageotière et Montlévrier. Pendant cinq générations, le manoir reste dans les mains des familles Le Clavier et Picquet. En 1739, il est transmis à Françoise Onfroy, la veuve de Charles Picquet de Montreuil. Cette dernière vend le manoir à un négociant, Jean-Baptiste Le Moyne de Grand-Pré. Le Bois-Bide passe à la famille du Bourg. Le domaine passe par alliance à la famille du Pontavice en 1830 à la suite du mariage de Louis-Marie du Pontavice avec Jeanne-Joséphine-Louise du Bourg du Bois-Bide. De ce manoir du XVIIe siècle ne subsiste au XXIe siècle qu'un colombier.
Le jardin à la française est aménagé par Charles Picquet de Montreuil dans la première moitié du XVIIIe siècle.

### Château actuel (1883)
À partir de 1883, le château actuel est édifié par Beignet, architecte angevin, à la place de l'ancien manoir selon la demande de la famille du Pontavice. Les travaux commencent par la construction du pavillon nord, puis se poursuivent par le pavillon sud. Le château est achevé en 1930. En juillet 1905, les écuries sont détruites par un incendie.
Sa structure est un mélange de schiste, de grès et de granite, et sa toiture est faite d'ardoises. Deux tourelles encadrent la travée centrale côté cour, sur un format d'inspiration médiévale.
En 1930, la comtesse Jean du Pontavice organise une fête pour célébrer les cent ans du château.
Les aménagements intérieurs sont réalisés entre 1898 et 1930, (avec une interruption entre la Première Guerre mondiale et 1920), et reprenant des boiseries du XVIIIe siècle ainsi que des ensembles de la fin du XIXe siècle et du début du XXe siècle. Le grand salon est décoré vers 1929-1930 par Auguste Jobbé-Duval. Il comprend des lambris surmontés de panneaux de soie damassée, un plafond à caissons peint de scènes allégoriques et une cheminée de marbre rose.
Le château possède aussi un colombier du XVIIe siècle, une orangerie du XVIIIe siècle et différents communs construits entre 1889 et 1914 dont des écuries. Il est entouré d'un parc repris par le paysagiste Henri Nivet en 1910, d'un potager et de jardins à la française datant tous deux du XVIIIe siècle. Des buis sont notamment taillés en pièces de jeu d'échecs.

## Galerie

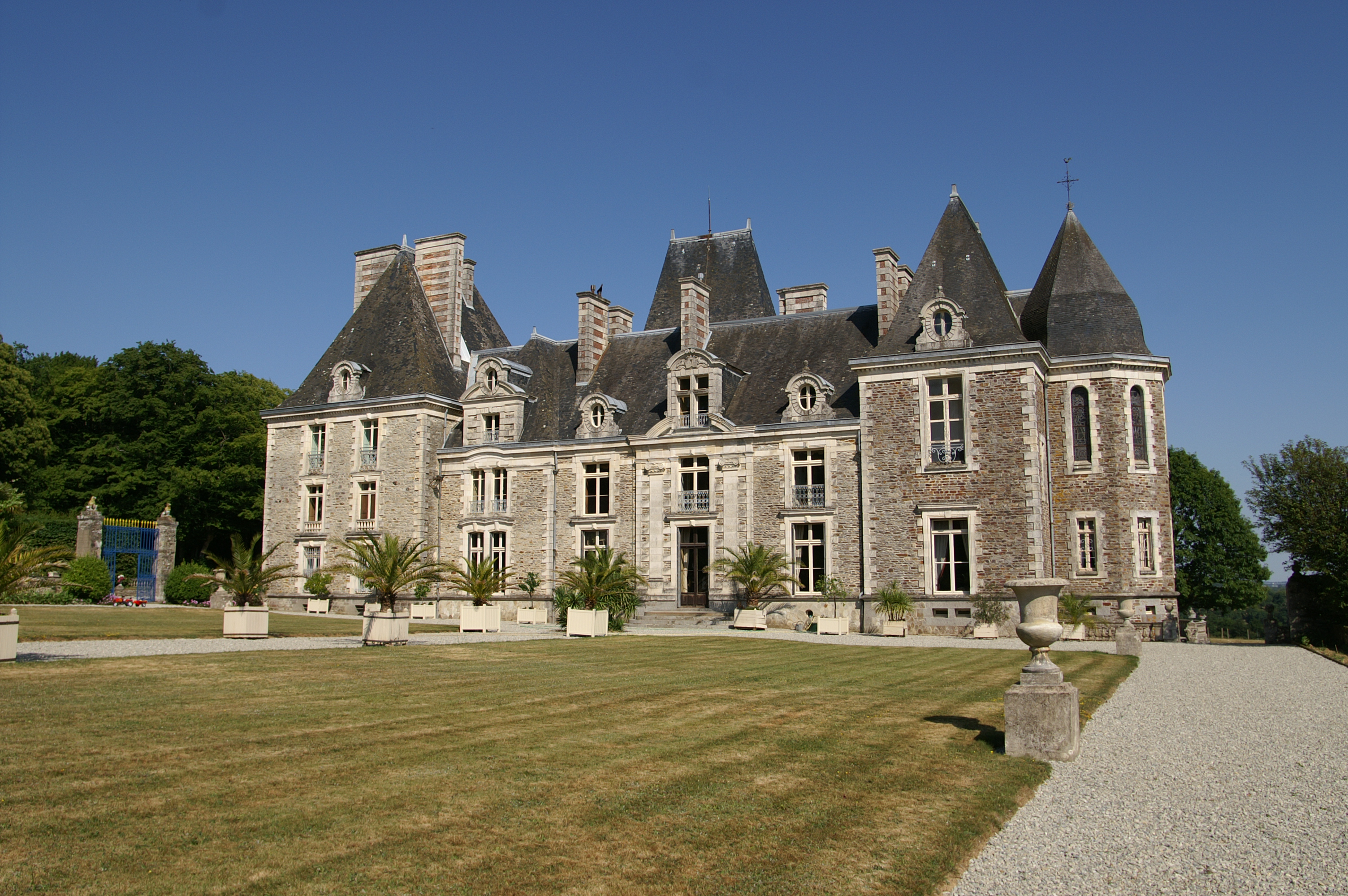
Façade ouest
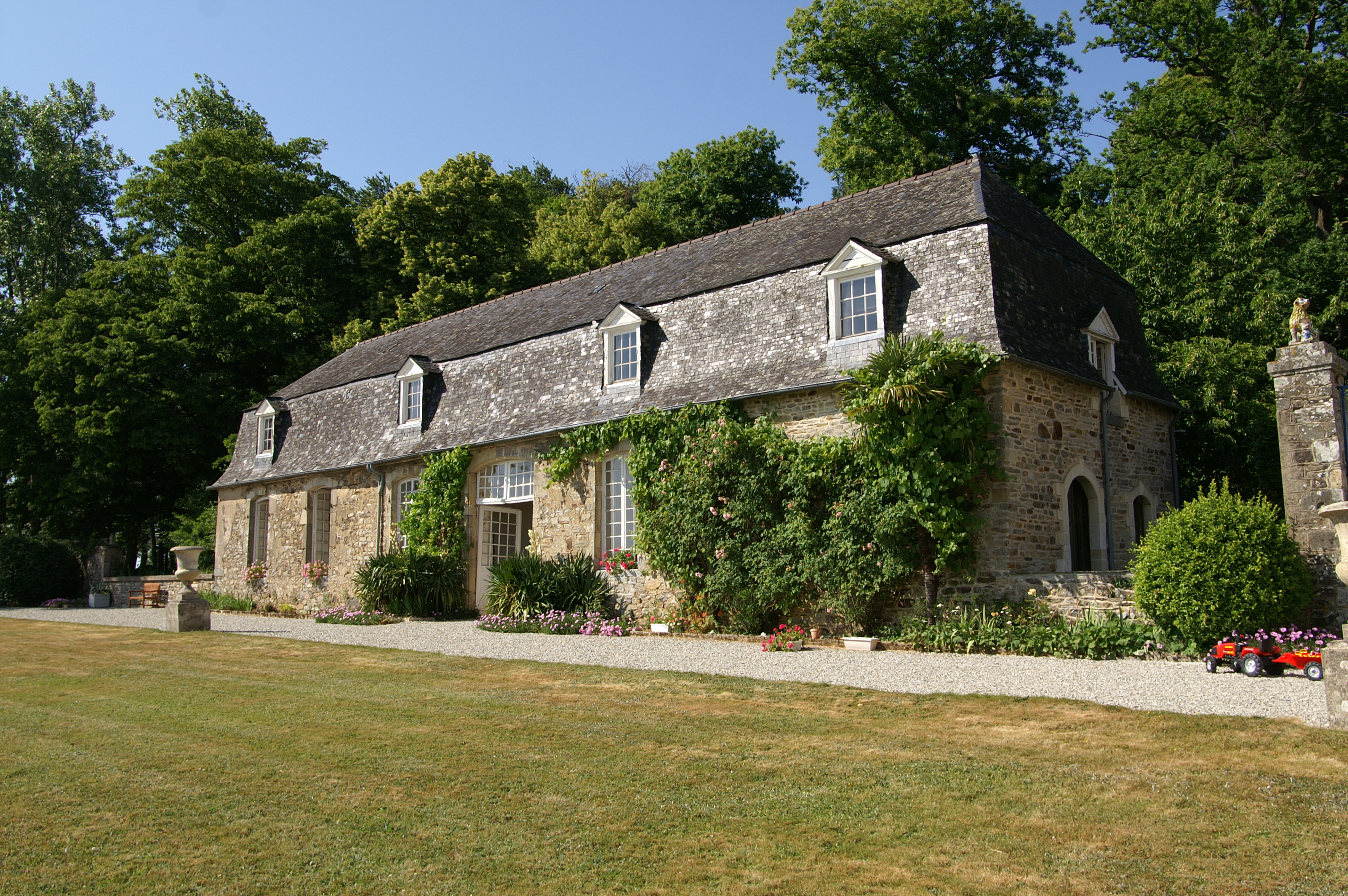
L'Orangerie
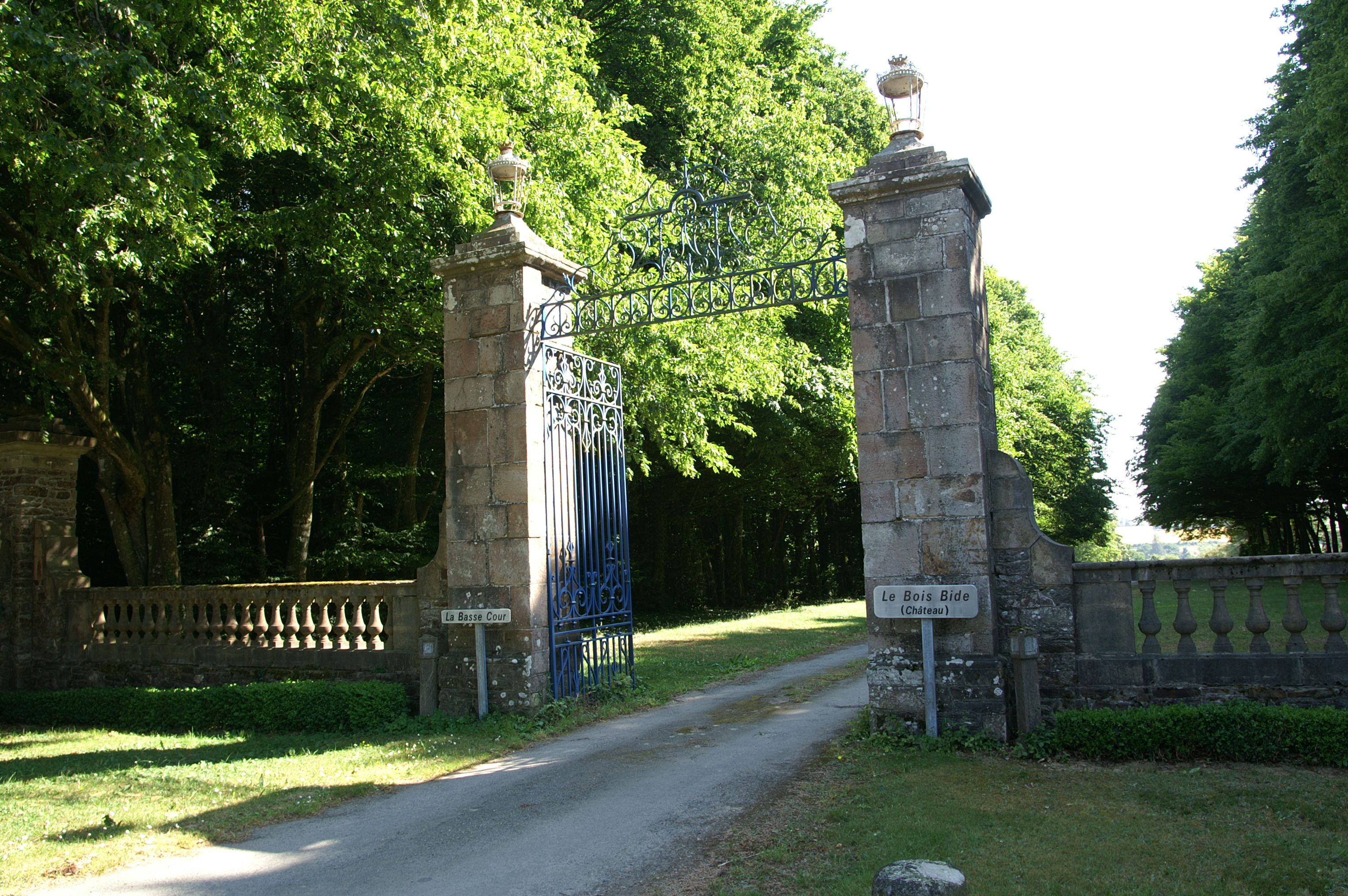
L'entrée monumentale